# Leo Alport
Leo Alport (* 8. Februar 1863 in Posen; † 5. März 1935 in Großbritannien) war ein deutscher Bankier, Industrieller und  Aufsichtsratsvorsitzender der Beiersdorf AG in Hamburg.

## Leben
Der Bankier Leo Alport spielte in der Wirtschafts- und Finanzwelt zur Kaiserzeit und in der Weimarer Republik eine herausragende Rolle und führte bis 1920 das Posener Bankhaus Adolph Alport, das nach der Einverleibung Posens durch Polen nach Hamburg umsiedeln musste. Dort bekleidete er u. a. ein Amt als Aufsichtsratsvorsitzender der Chemischen Fabrik Beiersdorf. Nach der nationalsozialistischen Machtübernahme 1933 ging er mit seiner Familie nach Großbritannien und schied formell bei Beiersdorf aus.

## Familie

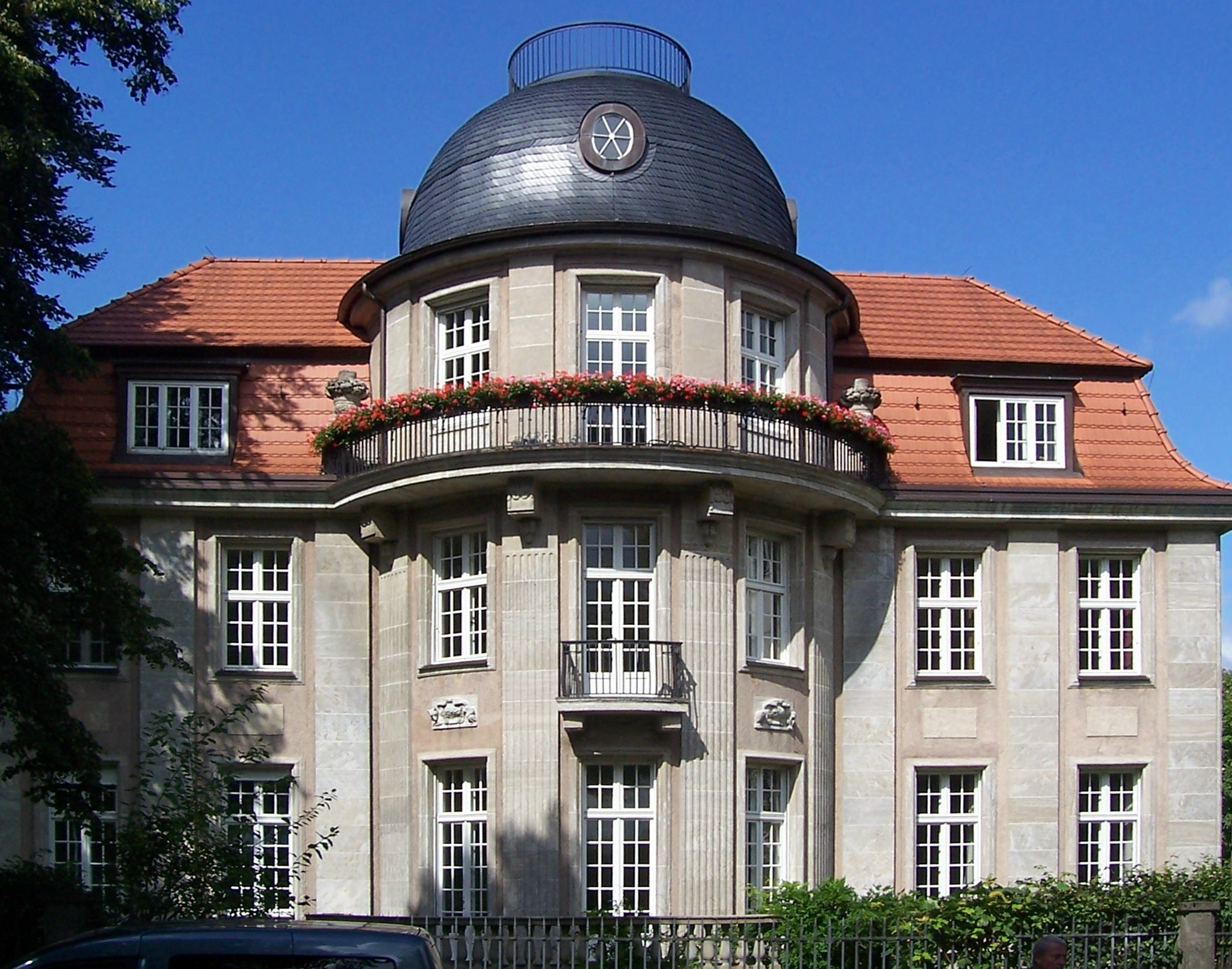
Die Troplowitz-Villa, von der Alsterseite aus gesehen

Verheiratet war er mit der Kunstsammlerin und Mäzenin Valerie Alport, geb. Mankiewicz, der Schwester von Gertrude Troplowitz, die wiederum mit Oscar Troplowitz verheiratet war, dem Nivea-Erfinder und Hauptgesellschafter von Beiersdorf.  Nach dem Tod von Otto († 1918) und Gertrude Troplowitz († 1920) lebten die Alports ab 1921 in der Troplowitz-Villa in Hamburg am Kopf der Außenalster. Das Paar hatte zwei Kinder: Anna-Elisabeth und Erich-Adolph.